# 辞章之道

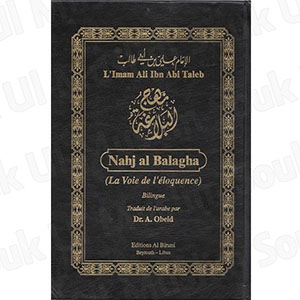

《辞章之道》（阿拉伯语：‎，Nahj al-balāgha）是阿里·本·阿比·塔利卜的演讲、书信和格言集，這本書最終由什叶派学者谢里夫·拉迪汇编完成。由於該著作涉及什葉派和遜尼派之間的教派衝突，该书的真实性一直受到一些遜尼派學者的質疑，不過也有學者表示，該書的大部分内容實際上确实出自阿里·本·阿比·塔利卜之手。是什叶派的圣训经典之一。
《辞章之道》有多种译本和注释，其中较为出名者为伊本·艾比·哈迪德的《辞章之道注》（Sharh Nahj al-Balagha）。